# Futbol'nyj Klub Dynamo Kyïv 1975
Questa voce raccoglie le informazioni riguardanti il Futbol'nyj Klub Dynamo Kyïv, meglio conosciuta come Dinamo Kiev, nelle competizioni ufficiali della stagione 1975.

## Stagione
Nella stagione 1975 la Dinamo Kiev proseguì il cammino nella Coppa delle Coppe, dove giunse fino in finale e trionfò contro gli ungheresi del Ferencváros. In qualità di vincitore della Vysšaja Liga 1974 partecipò alla Coppa dei Campioni 1975-1976, cammino che si concluse con la vittoria agli ottavi di finale contro gli islandesi dell'ÍA Akraness. Il torneo terminò nel 1976. Nelle competizioni nazionali la Dinamo Kiev vinse la Vysšaja Liga, mentre in Coppa dell'URSS fu eliminato ai quarti dalla Dinamo Tbilisi.

## Maglie
| Casa | Trasferta |

## Rosa

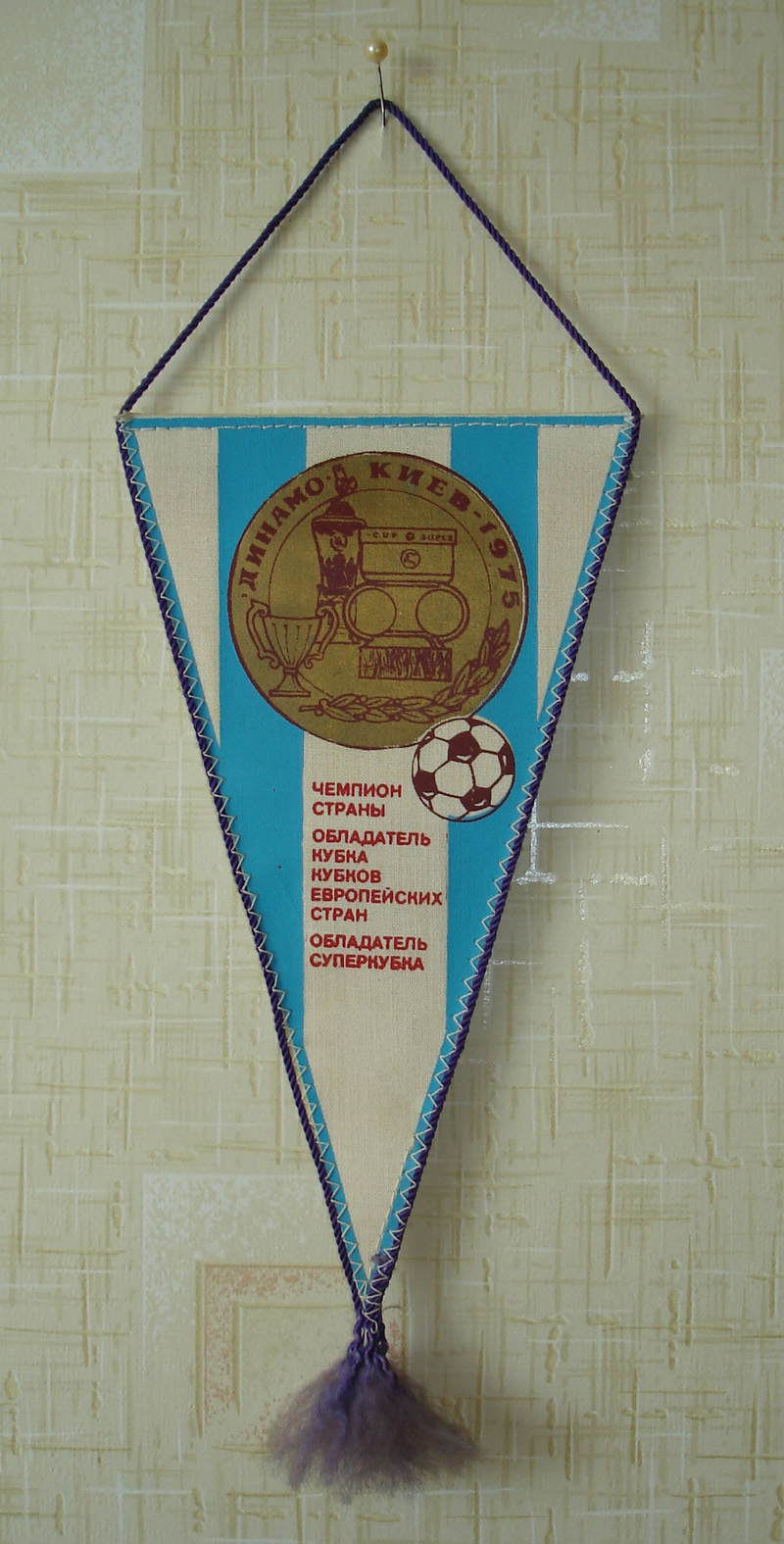
Gagliardetto della Dinamo Kiev campione di Coppa delle Coppe

| N. |                             | Ruolo | Calciatore           |
| -- | --------------------------- | ----- | -------------------- |
| -  | Unione Sovietica (bandiera) | P     | Evgenij Rudakov      |
| -  | Unione Sovietica (bandiera) | P     | Valerij Samochin     |
| -  | Unione Sovietica (bandiera) | D     | Oleksandr Damin      |
| -  | Unione Sovietica (bandiera) | D     | Mikhail Fomenko      |
| -  | Unione Sovietica (bandiera) | D     | Volodymyr Lozyns'kyj |
| -  | Unione Sovietica (bandiera) | D     | Viktor Matvienko     |
| -  | Unione Sovietica (bandiera) | D     | Stefan Reshko        |
| -  | Unione Sovietica (bandiera) | D     | Vladimir Troshkin    |
| -  | Unione Sovietica (bandiera) | D     | Valerij Zujev        |

| N. |                             | Ruolo | Calciatore             |
| -- | --------------------------- | ----- | ---------------------- |
| -  | Unione Sovietica (bandiera) | C     | Leonid Buryak          |
| -  | Unione Sovietica (bandiera) | C     | Viktor Kolotov         |
| -  | Unione Sovietica (bandiera) | C     | Anatolij Kon'kov       |
| -  | Unione Sovietica (bandiera) | C     | Vladimir Muntyan       |
| -  | Unione Sovietica (bandiera) | C     | Oleg Serebryanskiy     |
| -  | Unione Sovietica (bandiera) | C     | Vladimir Veremeev      |
| -  | Unione Sovietica (bandiera) | A     | Oleh Blochin           |
| -  | Unione Sovietica (bandiera) | A     | Stanislav Kočubyns'kyj |
| -  | Unione Sovietica (bandiera) | A     | Volodymyr Onyščenko    |

## Risultati

### Campionato
| Erevan 7 maggio 1975 1ª giornata | Ararat | 2 – 3 referto | Dinamo Kiev | Stadio Hrazdan |

| Rostov sul Don 16 aprile 1975 2ª giornata | SKA Rostov | 0 – 2 referto | Dinamo Kiev | Stadio SKA SKVO |

| Kiev 19 aprile 1975 3ª giornata | Dinamo Kiev | 3 – 0 referto | Zarja | Stadio Centrale |

| Kiev 27 aprile 1975 4ª giornata | Dinamo Kiev | 3 – 1 referto | Šachtar | Stadio Centrale |

| Kiev 2 maggio 1975 5ª giornata | Dinamo Kiev | 1 – 0 referto | Dnepr | Stadio Centrale |

| Mosca 25 giugno 1975 6ª giornata | Torpedo Mosca | 2 – 2 referto | Dinamo Kiev | Stadio Lenin |

| Leopoli 22 maggio 1975 7ª giornata | Karpaty | 2 – 2 referto | Dinamo Kiev | Stadio Družba |

| Odessa 25 maggio 1975 8ª giornata | Černomorec | 1 – 0 referto | Dinamo Kiev | Central'nyj stadion ?MP |

| Kiev 1º giugno 1975 9ª giornata | Dinamo Kiev | 3 – 0 referto | CSKA Mosca | Stadio Centrale |

| Mosca 4 giugno 1975 10ª giornata | Lokomotiv Mosca | 1 – 1 referto | Dinamo Kiev | Stadio Lokomotiv |

| Kiev 15 giugno 1975 11ª giornata | Dinamo Kiev | 1 – 0 referto | Dinamo Mosca | Stadio Centrale |

| Kiev 22 giugno 1975 12ª giornata | Dinamo Kiev | 3 – 1 referto | Dinamo Tbilisi | Stadio Centrale |

| Kiev 29 giugno 1975 13ª giornata | Dinamo Kiev | 0 – 1 referto | Paxtakor | Stadio Centrale |

| Kiev 6 luglio 1975 14ª giornata | Dinamo Kiev | 3 – 2 referto | Zenit Leningrado | Stadio Centrale |

| Mosca 22 agosto 1975 15ª giornata | Spartak Mosca | 0 – 1 referto | Dinamo Kiev | Stadio Lenin |

| Kiev 20 luglio 1975 16ª giornata | Dinamo Kiev | 4 – 0 referto | Ararat | Stadio Centrale |

| Kiev 27 luglio 1975 17ª giornata | Dinamo Kiev | 2 – 0 referto | SKA Rostov | Stadio Centrale |

| Kiev 8 agosto 1975 18ª giornata | Dinamo Kiev | 2 – 2 referto | Karpaty | Stadio Centrale |

| Kiev 12 agosto 1975 19ª giornata | Dinamo Kiev | 1 – 0 referto | Černomorec | Stadio Centrale |

| Vorošilovgrad 2 settembre 1975 20ª giornata | Zarja | 1 – 1 referto | Dinamo Kiev | Stadio Avangard |

| Dnepropetrovsk 6 settembre 1975 21ª giornata | Dnepr | 1 – 1 referto | Dinamo Kiev | Stadio Meteor |

| Donec'k 13 settembre 1975 22ª giornata | Šachtar | 0 – 1 referto | Dinamo Kiev | Stadio Centrale Šachtar |

| Kiev 21 settembre 1975 23ª giornata | Dinamo Kiev | 3 – 2 referto | Lokomotiv Mosca | Stadio Centrale |

| Mosca 26 settembre 1975 24ª giornata | CSKA Mosca | 1 – 1 referto | Dinamo Kiev | Stadio Dinamo |

| Kiev 8 novembre 1975 25ª giornata | Dinamo Kiev | 3 – 1 referto | Spartak Mosca | Stadio Centrale |

| Mosca 29 ottobre 1975 26ª giornata | Dinamo Mosca | 2 – 1 referto | Dinamo Kiev | Stadio Dinamo |

| Tashkent 17 ottobre 1975 27ª giornata | Paxtakor | 5 – 0 referto | Dinamo Kiev | Stadio Centrale di Pakhtakor |

| Tbilisi 26 ottobre 1975 28ª giornata | Dinamo Tbilisi | 1 – 1 referto | Dinamo Kiev | Stadio Lokomotivi |

| Leningrado 1º novembre 1975 29ª giornata | Zenit Leningrado | 1 – 1 referto | Dinamo Kiev | Stadion im. V. I. Lenina |

| Kiev 16 novembre 1975 30ª giornata | Dinamo Kiev | 3 – 0 referto | Torpedo Mosca | Stadio Centrale |

### Coppa delle Coppe
| Arbitro: | Stanev |

|  |           |               |
|  | Marcatori | 21’ Onyščenko |

| Arbitro: | Tschenscher |

|                                |           |  |
| Kolotov 72’ (rig.) Muntyan 87’ | Marcatori |  |

| Arbitro: | Partridge |

|                                       |           |  |
| Kolotov 17’ Onyščenko 32’ Blochin 56’ | Marcatori |  |

| Arbitro: | Sánchez Ibáñez |

|                  |           |            |
| Edström 24’, 86’ | Marcatori | 77’ Buryak |

| Arbitro: | Davidson |

|                                |           |  |
| Onyščenko 18’, 39’ Blochin 67’ | Marcatori |  |

### Supercoppa UEFA
| Arbitro: | Gonella |

|  |           |             |
|  | Marcatori | 66’ Blochin |

| Arbitro: | Babacan |

|                  |           |  |
| Blochin 40’, 53’ | Marcatori |  |

### Coppa dei Campioni
| Arbitro: | Eschweiler |

|                                |           |                        |
| Krītikopoulos 35’ Aidiniou 74’ | Marcatori | 27’ Kolotov 30’ Burjak |

| Arbitro: | Mathias |

|               |           |  |
| Onyščenko 66’ | Marcatori |  |

| Arbitro: | Rauš |

|                               |           |  |
| Burjak 27’, 58’ Onyščenko 31’ | Marcatori |  |

| Arbitro: | Wright |

|  |           |                                       |
|  | Marcatori | 25’ Onyščenko 65’ (aut.) Gunnlaugsson |

## Statistiche

### Statistiche di squadra
| Competizione       | Punti | Totale | Totale | Totale | Totale | Totale | Totale | DR  |
| Competizione       | Punti | G      | V      | N      | P      | Gf     | Gs     | DR  |
| ------------------ | ----- | ------ | ------ | ------ | ------ | ------ | ------ | --- |
| Vysšaja Liha       | 43    | 30     | 17     | 9      | 4      | 53     | 30     | +23 |
| Coppa dell'URSS    | -     | 1      | 0      | 0      | 1      | 1      | 2      | -1  |
| Coppa delle Coppe  | -     | 5      | 4      | 0      | 1      | 10     | 2      | +8  |
| Supercoppa UEFA    | -     | 2      | 2      | 0      | 0      | 3      | 0      | +3  |
| Coppa dei Campioni | -     | 4      | 3      | 1      | 0      | 8      | 2      | +6  |
| Totale             | -     | 42     | 30     | 10     | 6      | 75     | 36     | +39 |